# School in Action
School in Action è stato un programma televisivo trasmesso da MTV Italia condotto da Marco Maccarini e Francesco Mandelli che li porta nelle scuole d'Italia a organizzare degli spettacoli teatrali.

## Svolgimento
La troupe di MTV guidata dai due vj si stabilisce in una stanza (MTV Room) all'interno di una scuola italiana dove lavorano per tre settimane con i ragazzi per preparare uno show.
Una striscia settimanale, dal lunedì al venerdì, mostra i preparativi dello show, dal momento dell'annuncio, attraverso i casting, le prove, la preparazione dello styling, l'allestimento e il trucco.
Inoltre, c'è una puntata speciale dedicata, per le prime due settimane, ad incontri tra i ragazzi e personaggi del mondo dello spettacolo da cui potranno acquisire segreti e “bugie”, mentre il terzo venerdì andrà in scena lo show che i ragazzi con l'aiuto di Marco e Francesco hanno preparato per tre intere settimane.
Lo show finale e la relativa preparazione sono un pretesto per conoscere da vicino i ragazzi e il loro mondo - le amicizie, gli amori, le cose che amano e quelle che detestano, le relazioni che intrecciano tra i singoli e i gruppi, le problematiche nel luogo che gli è più congeniale e dove possono essere loro stessi.
School In Action è un programma che permette agli studenti di produrre un vero e proprio evento televisivo, di conoscerne e risolverne le problematiche e gli aspetti organizzativi e artistici.
La sigla di School in Action è tratta dal brano School Love cantato dal gruppo Anvil.

## Prima edizione
La troupe di MTV si è spostata in tutta Italia ed ha toccato ben 9 città: Milano, Genova, Catania, Bologna, Roma, Lecce, Pescara, Venezia e Salerno.

### 1ª fase: Milano, Genova, Catania
- Milano: Liceo scientifico statale "Guglielmo Marconi"
- Genova: I.T.I.S. "Ettore Majorana"
- Catania: Liceo scientifico statale "Principe Umberto di Savoia"

### 2ª fase: Bologna, Roma, Lecce
- Bologna: Istituto superiore artistico "F. Arcangeli"
- Roma: Liceo classico statale "Plauto"
- Lecce: Liceo scientifico statale "C. De Giorgi"

### 3ª fase: Pescara, Venezia, Salerno, Napoli
- Pescara: Liceo scientifico statale "Galileo Galilei"
- Venezia: Liceo artistico statale
- Salerno: Liceo artistico "A. Sabatini"
- Napoli: Liceo artistico "Santissimi Apostoli"

### Album
L'album di School in Action è uno speciale best of che ripercorre i migliori momenti della prima edizione del programma. Marco Maccarini e Francesco Mandelli in un loft insieme ai ragazzi (tre rappresentanti per ogni scuola) che hanno partecipato alla trasmissione commenteranno insieme il tutto. Le quattro città scelte per ripercorrere i migliori momenti sono Bologna, Lecce, Venezia e Salerno.

## Seconda edizione
La seconda edizione di School in Action parte il 5 febbraio condotta solo da Francesco Mandelli e tra le città protagoniste troviamo:
- Padova: Liceo artistico "Modigliani"
- Napoli: Liceo artistico statale
- Modena: Liceo scientifico statale "A. Tassoni"

### Ultrasounds
Dopo due stagioni di School in Action arriva School In Action Ultrasounds , la serie di concerti a sorpresa che porta alcuni artisti nelle scuole più cool d'Italia.
- Torino: Liceo classico "Alfieri" - ospiti: Linea 77
- Rimini: Istituto tecnico per il turismo "Marco Polo" - ospiti: Zero Assoluto
- Reggio Calabria: Liceo scientifico "Leonardo Da Vinci" - ospiti: Finley
- Monopoli (BA): Istituto d'arte "Luigi Russo" - ospiti: Velvet

## La fine del programma
Nella stagione televisiva 2007 - 2008 il programma non viene più presentato all'interno del palinsesto di MTV Italia. Nel 2008 però, viene registrato MTV Confidential, altra trasmissione girata nelle scuole, anche se non paragonabile a School In Action.